# Ferme de la Souaberie
La Ferme de la Souaberie est un bâtiment situé dans la ville de Montbéliard dans le Doubs.

## Histoire
En 1594, un bâtiment domanial est construit. Cet édifice a été édifié en partie par Heinrich Schickhardt, l'architecte qui a rénové la ville à la Renaissance, sur ordre du prince Frédéric Ier de Wurtemberg. Le bâtiment est destiné à être une vacherie, dirigé par des bouviers souabes venus du Wurtemberg. C'est de cet épisode que le bâtiment a tiré son nom (La Souaberie).
En 1733, un Gymnase (c'est-à-dire un collège et lycée) est installé à l'emplacement de l'ancienne ferme. Cette ferme avait été cédée à la ville de Montbéliard par Eberhard-Louis de Wurtemberg en 1731. Ce collège accueille uniquement les garçons du pays de Montbéliard désirant poursuivre leurs études, et vient en remplacement de l'ancienne école latine, dont le bâtiment n'était pas réparable, et qui se trouvait rue derrière.
En 1757, le nombre d'élèves est de 153. 
Sur la période 1779-1784, le nombre d'élèves du Gymnase oscille entre 43 et 59 élèves.
De 1780 à 1784, le naturaliste Georges Cuvier y fait ses études.
Le collège fonctionna jusqu'en 1794, date où il fut fermé devant la menace de saisie par le gouvernement révolutionnaire. Finalement, le bâtiment ne fut pas saisi ni vendu car il avait vocation d'éducation.
En 1811, l'édifice est rouvert sous le nom de Collège, avant de fermer définitivement en 1873, date à laquelle interviennent des remaniements des bâtiments : démolition du corps de bâtiment sur cour et construction de vastes bâtiments en remplacement par l'architecte Charles Surleau.
La façade et la toiture font l’objet d’une inscription au titre des monuments historiques depuis le 7 juillet 1989.

## Architecture
À l'époque du « Gymnase », les classes étaient sur deux niveaux, et il disposait d'une bibliothèque.
Le bâtiment possède une tour avec viorbe (ou yorbe), c'est-à-dire une demi tour ronde, possédant un escalier à vis, dont plusieurs exemplaires existent encore dans certains bâtiments du nord de la Franche-Comté. Il présente des arcades aveugles, probablement construites en 1833.